# Унжа (приток Пижмы)
Унжа — река в России, протекает в Тоншаевском районе Нижегородской области. Устье реки находится в 195 км по правому берегу реки Пижма. Длина реки составляет 41 км, площадь бассейна — 310 км². В 1,8 км от устья принимает слева реку Нукша.
Исток реки у деревни Ромачи (Увийский сельсовет) в 14 км к востоку от посёлка Тоншаево. Река течёт на северо-восток по ненаселённому лесу, протекает нежилые деревни Унжа и Высокая Рамень. Притоки — Нукша, Рубеж, Ромачинка (все — левые). Впадает в Пижму, которая здесь образует границу с Кировской областью, в 10 км к юго-востоку от посёлка и ж/д станции Шерстки.

## Данные водного реестра
По данным государственного водного реестра России относится к Камскому бассейновому округу, водохозяйственный участок реки — Вятка от города Котельнич до водомерного поста посёлка городского типа Аркуль, речной подбассейн реки — Вятка. Речной бассейн реки — Кама.
По данным геоинформационной системы водохозяйственного районирования территории РФ, подготовленной Федеральным агентством водных ресурсов:
- Код водного объекта в государственном водном реестре — 10010300412111100036542
- Код по гидрологической изученности (ГИ) — 111103654
- Код бассейна — 10.01.03.004
- Номер тома по ГИ — 11
- Выпуск по ГИ — 1